# Hilarion Alfejev
Metropoliet Hilarion (Russisch: Митрополит Иларион), eigenlijk Grigori Valeriëvitsj Alfejev (Russisch: Григорий Валериевич Алфеев) (Moskou, 24 juli 1966) is een invloedrijke Russisch-orthodoxe theoloog en componist. Alfejev studeerde aan de Universiteit van Oxford.  Een positie die metropoliet Kirill van Smolensk voor zijn verkiezing tot patriarch bekleedde. Als zodanig is hij ex officio lid van de Heilige Synode. 

## Oecumenisch gezant
Op paasmaandag, 2009 werd hij verheven tot aartsbisschop door Patriarch Kirill tijdens de Goddelijke Liturgie in de Ontslaping van de Moeder Gods kathedraal in het Kremlin van Moskou. Op 1 februari 2010, werd hij benoemd tot metropoliet. Hij was tussen 2003 en 2009 bisschop van Wenen en Oostenrijk, en was sinds 2002 vertegenwoordiger van de Russisch-orthodoxe Kerk bij de Europese instellingen in Brussel. Inmiddels is hij metropoliet van Volokolamsk. En op 31 maart 2009 werd hij verantwoordelijk voor de Buitenlandse betrekkingen van de Russisch-orthodoxe kerk. In deze functie ondernam hij verschillende reizen, waarbij hij op missie werd ontvangen in audiëntie door de paus. De Paus en Hilarion hebben elkander al veschillende keren officieel ontmoet, met het doel de relaties tussen beide kerken te herstellen.

## Ontslag
Dankzij zijn succesvolle cariere als diplomaat, werd  hij vaak beschouwd als de opvolger van de Russissche patriarch. In 2021 legde hij de laatste hand aan een 2de topontmoeting tussen beide kerkvorsten, waarbij een nieuwe stap moest gezet worden in een oecumenisch kader. Echter verzuurden de relaties tussen het Vaticaan en Moskou zienderogen, nadat Poetin de oorlog aan Oekraïne verklaarde. Hierop werd Hilarion abrupt op een zijspoor gezet, en kreeg een nieuwe benoeming. Volgens sommige analisten, werd dit gedaan op verzoek van de president.

## Eretekens
- Orde van de Vriendschap

## Muzikale werken
1. Liturgie voor koor (2006)
2. De Nachtwake voor zangsolisten en koor (2006)
3. "De Matthäuspassion voor zangsolisten, koor en strijkorkest (2006)
4. Het Weihnachtsoratorium voor zangsolisten, koor, knapenkoor en symfonieorkest (2007)
5. Memento voor orkest (2008)